# 過激な淑女
「過激な淑女」（かげきなしゅくじょ）は、イエロー・マジック・オーケストラ（YMO）の8作目のシングル。1983年7月27日にアルファレコード（現：ソニー・ミュージックレーベルズ）からリリースされた。

## 制作

### 過激な淑女
作詞は、前作「君に、胸キュン。」に引き続き、松本隆が担当した。
元々は、中森明菜への提供曲として制作された曲の一つだったが、作詞家の売野雅勇によると、細野晴臣と会って詞を先に書いたものと、曲を先に書いたものをそれぞれ作って交換しようという話になり、そのときに詞先で誕生したのが「禁区」だったが、細野が曲先で作ったものがなぜかボツになり、そのメロディーに松本が詞を付けたのが「過激な淑女」だった。

### シー・スルー (See-Through)
同年にリリースされたアルバム『サーヴィス』の先行楽曲。
シングルボックス『CUBIC - YMO CD Single BOX』の10枚目のボーナスディスクにブライアン・イーノによるリミックスが収録された。後に『YENボックス Vol.2』にも収録された。

## テレビ番組での披露
- 1983年7月25日放送『夜のヒットスタジオ』（フジテレビ）にて、アルバム『浮気なぼくら』収録の「WILD AMBITIONS」も併せて披露した。メンバーは、「過激な淑女」の振付が恥ずかしいと回想している。

## 収録曲
| 全作曲・編曲: YMO。 |                               |                    |            |      |
| #                   | タイトル                      | 作詞               | 作曲・編曲 | 時間 |
| 1.                  | 「過激な淑女」                | 松本隆             | YMO        | 4:10 |
| 2.                  | 「シー・スルー」(See-Through) | ピーター・バラカン | YMO        | 3:37 |